# جنات (استان بومرداس)
جنات (به عربی: جنات) یک شهرداری در الجزایر است که در استان بومرداس واقع شده‌است. جنات ۲۱٬۹۶۶ نفر جمعیت دارد.